# Massa Marittima
Massa Marittima est une commune italienne de la province de Grosseto, dans la région Toscane.

## Géographie

### Hameaux
Ghirlanda, Niccioleta, Prata, Tatti, Valpiana.

### Communes limitrophes
Follonica, Gavorrano, Monterotondo Marittimo, Montieri, Roccastrada, Scarlino, Suvereto

### Zone protégée
- Réserve naturelle de Marsiliana créée en 1980.

## Histoire
La ville apparait au début du Moyen Âge, à la suite du déplacement de l'évêché de Populonia aux environs du premier millénaire de notre ère. Après une domination par la république de Pise, Massa Marittima devient une république indépendante au XIIIe siècle. Elle est conquise par Sienne en 1335, et reste sous sa domination jusqu'à ce qu'elle rejoigne le grand-duché de Toscane au milieu du XVIe siècle.
Aussi nommée Massa Metallorum, elle compte de nombreuses mines de plomb argentifère, à l'origine de sa prospérité.
Sur la piazza Garibaldi, en oblique, se trouve la cathédrale romane Saint-Cerbone.

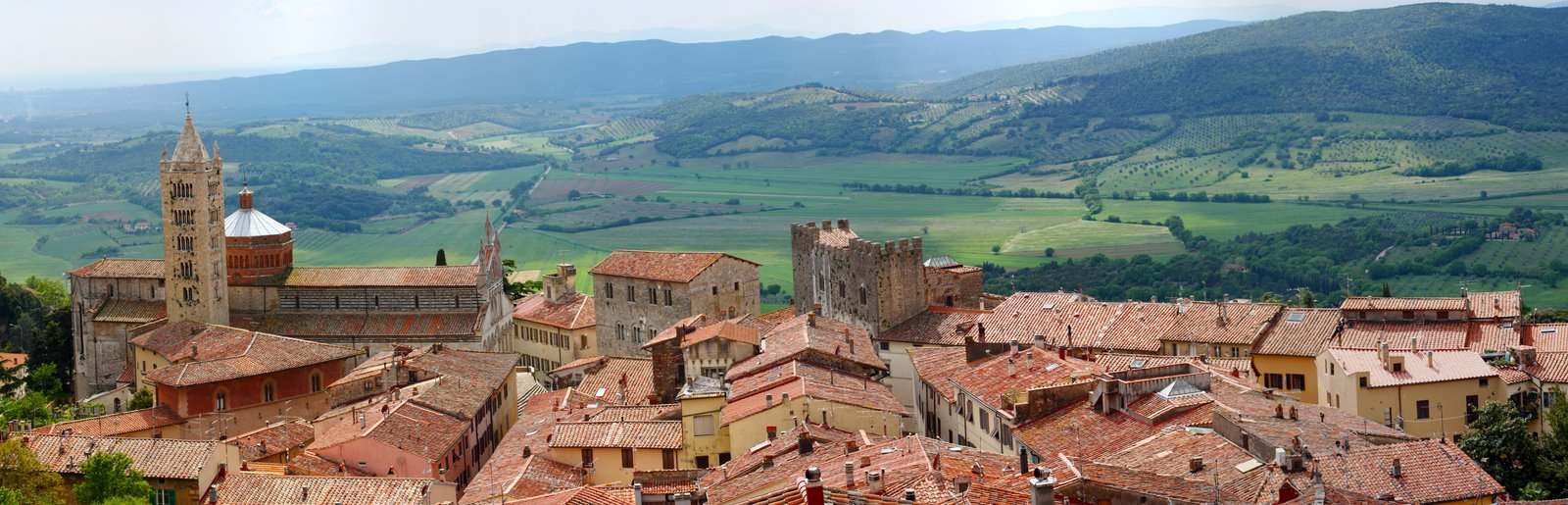
Massa Marittima.

## Administration
| Période   | Période  | Identité      | Étiquette     | Qualité |
| --------- | -------- | ------------- | ------------- | ------- |
| juin 2024 | En cours | Irene Marconi | centre gauche |         |

## Culture
- reconstitution historique médiévale de la Balestro del Girifalco.
- Musée archéologique de Massa Marittima
- Musée d'Art sacré de Massa Marittima, qui conserve notamment la Maestà de Massa Maritima[2].

## Monuments et lieux d'intérêt
- Les murailles de Massa Marittima remontant au XIIe siècle, même si des interventions d'agrandissement importantes ont été réalisées à plusieurs reprises par la république de Sienne au cours du XIVe siècle, période de construction du Cassero Senese. Sept portes s'ouvrent le long des murailles : en partant du sud dans le sens inverse des aiguilles d'une montre, Porta al Salnitro, Porta dell'Abbondanza ou Porta alle Formiche, Porta Eleonora, Porta alle Silici, Porta San Francesco, Porta San Rocco, Porta San Bernardino.
- Les murailles de Tatti, déjà existantes au IXe siècle, furent à nouveau fortifiées au XIIIe siècle par les comtes Aldobrandeschi avec la construction de la forteresse aldobrandesque. Des transformations ultérieures ont été réalisées au XIVe siècle par les comtes Pannocchieschi et ensuite par les Siennois. On accède au village par une porte en plein cintre datant de l'époque médiévale.
- Le château de Monteregio construit par les Aldobrandeschi au IXe siècle, fut le premier bâtiment du centre historique de Massa Marittima.
- Cassero Senese, une forteresse siennoise achevée le 19 février 1337.
- Torre del Candeliere, forteresse  construite en 1228. Également connue sous le nom de Tour de l'Horloge, elle peut actuellement être visitée avec le Cassero Senese.

### Parc scientifique
- Parc technologique et archéologique des collines métallifères de Grosseto créé en 2002.

## Personnalités liées à la commune
- Bernardin de Sienne (1380-1444) franciscain observant reconnu saint, né à Massa Marittima.